# ریچارد بلزر
ریچارد بلزر (انگلیسی: Richard Belzer؛ زادهٔ ۴ اوت ۱۹۴۴ – درگذشتهٔ ۱۹ فوریهٔ ۲۰۲۳) هنرپیشه اهل ایالات متحده آمریکا بود.

## گزیده فیلمشناسی
از فیلم‌ها یا برنامه‌های تلویزیونی که وی در آن نقش داشته‌است می‌توان به آثار زیر اشاره کرد.
- شهرت (فیلم ۱۹۸۰) (۱۹۸۰)
- کافه گوشت (۱۹۸۲)
- نویسنده! نویسنده! (فیلم) (۱۹۸۲)
- شیفت شب (فیلم ۱۹۸۲) (۱۹۸۲)
- صورت‌زخمی (۱۹۸۳)
- آدمای عوضی (۱۹۸۸)
- آزادراه (فیلم ۱۹۸۸) (۱۹۸۸)
- آتش غرور (فیلم) (۱۹۹۰)
- مد داگ و گلوری (۱۹۹۳)
- شمال (فیلم ۱۹۹۴) (۱۹۹۴)
- استادان عروسکی (فیلم ۱۹۹۴) (۱۹۹۴)
- دختر ۶ (۱۹۹۶)
- سوار اتوبوس شو (۱۹۹۶)
- گونه ۲ (۱۹۹۸)
- کمدین (فیلم ۲۰۱۶) (۲۰۱۶)
- پخش زنده شنبه شب (۱۹۷۵–۸۰)
- سسمی استریت (۱۹۷۸)
- فلش (مجموعه تلویزیونی ۱۹۹۰) (۱۹۹۰–۹۱)
- پرونده‌های ایکس (۱۹۹۷)
- ساوت پارک (۲۰۰۰)
- سومین سنگ بعد از خورشید (۲۰۰۰)
- پرورش شکست‌خورده (مجموعه تلویزیونی) (۲۰۰۶)
- شنود (مجموعه تلویزیونی)
- جیمی کیمل لایو!
- کیمی اشمیت شکست‌ناپذیر
- قانون و نظم: واحد قربانیان ویژه ()